# Abbas II av Egypten
Abbas II av Egypten, Abbas Pascha, född 14 juli 1874 i Alexandria, död 20 december 1944 i Genève, var en khediv av Egypten. Han var äldste son av khediven Muhammad Tawfiq Pascha, från 1895 förmäld med Ikbal Hanem, som födde tre döttrar och en son.
Abbas fick sin uppfostran i Wien och efterträdde 7 januari 1892 sin far. Vid första världskrigets utbrott 1914 befann han sig i Konstantinopel som sultanens gäst, och han vägrade återvända till Egypten, eftersom han ej ville med sitt namn ge det engelska väldet där under kriget legitimt berättigande. Han blev därför 19 december 1914 förklarad avsatt från khedivvärdigheten av brittiska regeringen. Samtidigt förklarades Egypten för ett brittiskt protektorat och Abbas farbror Hussein Kamil utropad till dess sultan som ett tecken på Egyptens fullständiga skilsmässa från Turkiet. Abbas protesterade mot avsättningen och var sedermera mestadels bosatt i Schweiz.

## Utmärkelser
- Kommendör med stora korset av Nordstjärneorden,  3 november 1890[7][8]
- Storkors av Frans Josefsorden,  1891[9]
- Riddare med storkors av Sankt Mikaels och Sankt Georgsorden,  23 juli 1891[10]
- Storkors av Hederslegionen,  1892[9]
- Storkors av Dannebrogorden,  6 april 1892[9]
- Riddare med storkors av Bathorden,  10 juni 1892[10]
- Storkorset av Nederländska Lejonorden,  12 augusti 1892[9]
- Chula Chom Klao-orden,  1897[9]
- Storkorset av Leopoldsorden,  1897[9]
- Sachsen-Ernestinska husorden,  30 april 1898[9]
- Hessiska Ludvigsorden,  26 mars 1900[9]
- Riddare med storkors av Victoriaorden,  28 juni 1900[10]
- Riddare av Sankt Alexander Nevskij-orden,  1902[11]
- Sankt Stefansorden,  1905[9]
- Victoriakedjan,  1905
- Chakriorden,  1908[9]
- Storkorsriddare av Sankt Mauritius och Sankt Lazarusorden,  1911[9]
- Storkors av Ouissam Alaouite-orden,  1913[9]
- Svarta örns orden,  1914[9]
- Storkorset av Röda örns orden,  december 1914[9]
- Storkors av Albrektsorden
- Etiopiska Stjärnorden[9]
- Sankt Stanislausorden, första klassen[9]
- Oldenburgska Hus- och förtjänstorden[9]
- Storkors av Piusorden[9]
- Danilo I:s orden[9]
- Carol I-orden[9]
- Storkors med kedja av Karl III:s orden[9]
- Storkors av Frälsarens orden[9]
- Storofficer av Meschidie-orden

[Redigera Wikidata]